# Matt Ross
Matthew Brandon "Matt" Ross (n. 3 de enero de 1970) es un director, guionista y actor  estadounidense conocido por su papel como Alby Grant en la serie de HBO; Big Love y por haber dirigido Captain Fantastic (2016).

## Filmografía
- 1989: Desperation Rising : Drogadicto
- 1994: Raji
- 1995: Doce monos : Bee
- 1996: Ed's Next Move : Eddie
- 1997: Face/Off (Face/Off) : Loomis
- 1997: Buffalo Soldiers (TV)
- 1998: You Are Here : Chico en tienda
- 1998: Homegrown: Ben Hickson
- 1998: Los últimos días del disco (The Last Days of Disco) : Dan Powers
- 1999: Pushing Tin: Ron Hewitt
- 2000: American Psycho : Luis Carruthers
- 2000: Company Man : Danny
- 2001: Just Visiting: Hunter Cassidy
- 2001: Dust : Stitch
- 2002: Rose Red: Emery Waterman
- 2003: Bye Bye Love: J.B.
- 2004: El aviador (The Aviator) : Glenn Odekirk
- 2005: Buenas noches, y buena suerte  (Good Night, and Good Luck.) : Eddie Scott
- 2005: Les Experts Miami (TV): Dr Paul Burton
- 2006: Big Love: Albert Grant
- 2006: CSI: Miami
- 2007: Turn the River
- 2010: CSI: Crime Scene Investigation
- 2011: American Horror Story: Murder House
- 2014: Silicon Valley : Gavin Belson
- 2015: American Horror Story: Hotel
- 2016: Captain Fantastic (Director)